# URC-Est
L'URC-Est (unité de recherche clinique de l'est parisien) est un centre de responsabilité administratif créé à l’hôpital Saint-Antoine dont la mission s’étend sur cinq hôpitaux : Saint-Antoine, Tenon, Trousseau, Rothschild, et CHNO des Quinze-Vingts. 